# Gobiopsis malekulae
Gobiopsis malekulae är en fiskart som först beskrevs av Herre, 1935.  Gobiopsis malekulae ingår i släktet Gobiopsis och familjen smörbultsfiskar. Inga underarter finns listade i Catalogue of Life.